# Онджей Орлик
Онджей Орлик (*чеськ. Ondřej Orlík z Laziska, 1595 — 2 грудня 1641) — церковний діяч часів Габсбурзької монархії.

## Життєпис
Походив зі спольщеного чеського роду Орлики де Лазісків гербу «Новина». Ймовірно онук Станіслава Орлика, писаря коронного. Другий син Станіслава Ладислава Орлика, прихильника Максиміліанна III Габсбурга претендента на трон Речі Посполитої. Після поразки останнього 1587 року вимушен був тікати до Моравії. Усе родинне майно в Польщі отримав його родич Стефан. В Моравії Станіслав Ладислав Орлик пошлюбив місцеву шляхтянку.
За молоду Онджею було обрано церковну кар'єру. Навчався у Римі. 1621 року стає священником і управляючим парафії Велке Мезіржичі. 1624 року призначено пробстом церкви св. Мориця в Кремзірі. 1626 року пішов з посади. Брав активну участь у покатоличенні місцевого населення (в той час тривала Тридцятирічна війна). Призначається апостольським протонотарієм і абатом Монастиря Всіх Святих (біля Оломоуца).
1632 року купив маєток Забжег (конфіскований у протестантів), а потім Велке-Ракове. 1638 року Онджея Орлика було обрано почесним каноніком церкви Св. Вацлава і деканом митрополичого капітул Св. Вацлава в Оломоуці. 1639 року приєднав Забржег-над-Одрою до маєтків на Простеївщині та Пршеровщині. Отримав дозвіл оломоуцького єпископа Франциска фон Дітрихштейна щодо вільного розпорядження Забжегом з правом заповіту.
Помер 1641 року. Усе майно залишив старшому братові [Ян Криштофу, але той передав Забжег сином Стианіславу Єроніму іМіклошу Феліксу.